# Ivan Delić (calciatore 1986)
Ivan Delić (in serbo Иван Делић?; Titograd, 15 febbraio 1986) è un ex calciatore montenegrino, di ruolo centrocampista.

## Carriera

### Club
In carriera ha giocato 14 partite nella prima divisione ungherese, 5 partite nella prima divisione serbo-montenegrina, 31 partite nella prima divisione albanese, 75 partite nella prima divisione bosniaca e 138 partite nella prima divisione montenegrina. Con il Budućnost ha anche giocato una partita nei turni preliminari di Champions League e 4 partite nei turni preliminari di Europa League/Coppa UEFA.

### Nazionale
Ha giocato 2 partite amichevoli con la nazionale montenegrina.

## Palmarès

### Club

#### Competizioni nazionali
- Campionato montenegrino: 1

Budućnost: 2007-2008